# Big Jack
Big Jack è un singolo del gruppo musicale australiano AC/DC, il secondo estratto dal quattordicesimo album in studio Black Ice e pubblicato il 18 dicembre 2008.

## Tracce
CD promozionale
1. Big Jack – 3:57

## Formazione
- Brian Johnson – voce
- Angus Young – chitarra solista
- Malcolm Young – chitarra ritmica
- Cliff Williams – basso
- Phil Rudd – batteria

## Classifiche
| Classifica (2009) | Posizione massima |
| ----------------- | ----------------- |
| Canada            | 83                |